# Roger Crouch
Pour les articles homonymes, voir Crouch.
Roger Keith Crouch est un astronaute américain né le 12 septembre 1940.

## Vols réalisés
Il réalise deux vols en tant que spécialiste de charge utile : Columbia STS-83 (4 avril 1997) et Columbia STS-94 (1er juillet 1997)